# Frances Gearhart
Frances Gearhart (Sagetown, 4 de enero de 1869 - Pasadena, 4 de abril de 1959) fue una grabadora y acuarelista estadounidense conocida por sus grabados en madera y linograbados de paisajes estadounidenses, dibujados y coloreados audazmente. Enfocada especialmente en las costas y montañas de California, este trabajo es considerado "una celebración vibrante del paisaje occidental". Es una de las artistas estadounidenses de impresión en bloques de color más importantes de principios del siglo XX.

## Biografía
Frances Hammell Gearhart nació el 4 de enero de 1869 en Sagetown, Illinois. Se mudó a California en 1888 y comenzó a estudiar en la State Normal School en Los Ángeles (ahora UCLA) al año siguiente. Se graduó en 1891 y, a partir de entonces, estuvo durante varios años enseñando inglés a nivel de secundaria. En algún momento, recibió más formación en arte de Charles Herbert Woodbury y Henry Rankin Poore. También es posible que haya tomado una clase de Frank Morley Fletcher, quien fue fundamental en importar las técnicas japonesas del bloque de madera a Europa y América.

## Carrera artística
En una de sus primeras exposiciones públicas en Los Ángeles, que fue una exhibición conjunta en 1909 con otros maestros de secundaria, Frances presentó una colección de "impactantes escenas en acuarela". En su primera exposición individual en marzo de 1911 en la Walker Theatre Gallery, el crítico de arte de Los Angeles Times, Antony Anderson, describió sus 35 paisajes en acuarela como "llenos de movimiento". Incluso en esta etapa inicial, los críticos la señalaron como una colorista que prometía convertirse en "una de las más importantes paisajistas de California". Continuó exponiendo acuarelas durante varios años antes de dedicarse al grabado, especialmente al grabado en linóleo y grabado en madera, que se convertiría en su medio preferido.
A Gearhart le enseñaron impresión y grabado sus hermanas May y Edna, también artistas, que lo habían aprendido de Arthur Wesley Dow en la Escuela de Arte de Verano de Ipswich en Massachusetts. Trabajó en un método tradicional japonés de impresión en relieve, creando un bloque separado para cada color en la impresión final, con impresiones individuales que requerían hasta 8 bloques separados.  Se estima que creó unas 250 impresiones diferentes en total en ediciones de 20 a 50, cada una de las cuales se imprimió a mano.
Influenciada por el movimiento Arts and Crafts, Gearhart realizó impresiones que presentaban un fuerte uso de líneas de tinta negra o azul oscuro junto con ricos colores de primer plano contra fondos profundos apagados. Solía incluir caminos, carreteras y vías fluviales para llevar al espectador a la imagen y usaba árboles centinela para anclar sus composiciones.  La fusión de líneas marcadas con colores atmosféricos y luz en sus imágenes hace que su estilo sea especialmente adecuado para representar la combinación única de California de "belleza serena y cruda".
Fue en miembro expositor de la Sociedad de Grabadores de California con sede en San Francisco (la Sociedad de Grabadores de California de hoy) y para la Octava Exposición Anual de la Sociedad de 1919, el jurado aceptó cinco de sus impresiones en color para su exhibición.
Gearhart se convirtió en miembro de la Print Makers Society of California (PMSC) en 1919 y fue una de las líderes de la organización durante sus años de formación. En 1920, recibió el encargo de realizar la primera de lo que se convirtió en una serie anual de impresiones de obsequios de la PMSC. Las exposiciones de PMSC, que habitualmente comenzaban en Los Ángeles, a menudo viajaban al norte de California. Entre 1921 y 1942, la prensa del Área de la Bahía mencionó específicamente su trabajo en lugares tales como: Oakland Art Gallery, Casa de Maňana Gallery de Berkeley, San Francisco Museum of Art, Print Rooms of San Francisco, Stanford University Art Gallery y Carmel's Arts & Club de Artesanía. Gearhart veraneaba y dibujaba con frecuencia en la península de Monterey, y en el Carmel Annual de 1921 cinco de sus grabados en bloque atrajeron mucha atención.
Más adelante se unió a Prairie Print Makers y también a la Federación Estadounidense de las Artes.
En 1923, Gearhart pudo dejar la docencia y dedicarse a tiempo completo al arte. Ella y sus hermanas May y Enda establecieron una galería de arte en Pasadena, California, donde comisariaron exposiciones para el PMSC y para los principales impresores europeos.
Frances y May realizaron una exposición conjunta de grabados en color y grabados en madera en octubre de 1922 en el Instituto de Arte Chouinard de Los Ángeles. En el otoño de 1923, las hermanas crearon una versión ampliada de esta exposición para el Museo de Los Ángeles. A esto le siguió la participación en exposiciones en otros museos, incluidos el Museo de Brooklyn, el Museo de Toronto y el Museo de Arte de Worcester. Su obra forma parte de la colección de numerosos museos e instituciones de arte.
En junio de 1926, Frances dio una conferencia y organizó una exposición individual de sus grabados en bloques de linóleo en la Galería de Arte de UCLA. El mes siguiente, para la exposición de artes gráficas de París en la Biblioteca Nacional de Francia, envió su impresión en color Twilight (Crepúsculo). Durante su vida, Frances expuso en más de 30 lugares a nivel nacional y recibió varios premios, incluido el Premio de Compra de 1933 en la Exposición Internacional de Impresores.
La producción de Gearhart disminuyó después de 1940 debido a que su vista ya no era la misma y murió en Pasadena el 4 de abril de 1958.
En 1990, el Museo Cheney Cowles realizó una exhibición del trabajo de Gearhart, y en 2009 el Museo de Arte de Pasadena de California montó una gran retrospectiva.